# Thương Khâu Thành
Thương Khâu Thành (chữ Hán: 商丘成, ? – 88 TCN), họ Thương Khâu, tên Thành, là quan lại và tướng lĩnh nhà Tây Hán.
Thương Khâu Thành từng giữ chức Đại hồng lô vào thời Hán Vũ Đế. Tháng 7 năm Chinh Hòa thứ hai (năm 91 TCN) xảy ra Vụ án Vu Cổ, Hoàng thái tử Lưu Cứ dẫn binh đánh nhau dữ dội với toàn quân của thừa tướng Lưu Khuất Mao trong thành Trường An. Thương Khâu Thành suất lĩnh thủy thủ hợp thành quân đội giao chiến với quân của thái tử, bắt được tướng lĩnh do thái tử bổ nhiệm là môn khách Trương Quang, do đó mà được Hán Vũ Đế phong làm Đỗ hầu (秺侯), thực ấp 2.120 hộ dân. Tháng 9 cùng năm, ông được thăng làm Ngự sử đại phu.
Năm Chinh Hòa thứ ba (năm 90 TCN), người Hung Nô xâm phạm Ngũ Nguyên, Tửu Tuyền, tháng 3 Hán Vũ Đế phái Lý Quảng Lợi dẫn bảy vạn quân, Thương Khâu Thành dẫn hai vạn quân, Mã Thông dẫn bốn vạn quân đi theo hướng Tửu Tuyền ra đánh Hung Nô. Quân của Thương Khâu Thành truy kích dấu vết của Hung Nô tới tận Tà Kính mà vẫn chưa tìm thấy quân đội của họ, sợ bị tập kích nên lập tức rút quân.
Tháng 6 năm đầu Hậu Nguyên (năm 88 TCN), khi Thương Khâu Thành nhậm chức Chiêm sự cùng đi theo tế tự ở miếu Hiếu Văn, do say rượu dưới miếu đường cất tiếng ca "bỏ nhà ra đi làm sao rạng rỡ nổi", bị coi là chửi rủa Hoàng đế, phạm vào tội danh "đại bất kính" nên ông buộc phải tự sát.